# ペイオフ (預金保護)
ペイオフとは、預金保険についての次の事柄を指す。
1. 〔本来の用法〕金融機関が破綻し、当該金融機関が破産により処理される場合に預金保険法により保護される預金者の預金債権（預金口座ではない。これについて後述を参照。定期積金、掛金、元本補てん契約のある金銭信託（貸付信託を含む）、金融債（保護預り専用商品に限る）及び積立・財形貯蓄預金、確定拠出年金の積立金の運用に係る預金、振込・振替・両替等の仕掛り金、税金及び公共料金の納付又は還付金等を含む。特定決済債務）について、預金保険機構が預金保険金の給付として預金者に直接支払いを行う事。預金保険給付の本則は当該破綻金融機関の事業を譲受する金融機関への資金援助による当該破綻金融機関の営業維持であり、倒産手続（破綻金融機関の機能停止を伴う）を前提としたペイオフの発動は非常手段と位置付けられる。
2. 〔一般的用法〕破綻金融機関の預金等が、全額保護から定額保護に移行する事。例：ペイオフ解禁。

## 預金保険による保護
本来、預金保険法上の保護は定額保護であり、預金保険機構設立時の1971年（昭和46年）7月は、上限が100万円であった。その後、一人あたりの預金高の上昇にあわせて1979年（昭和54年）6月に300万円、1986年（昭和61年）7月に1000万円、2001年（平成13年）にその利息も保護と上限も引き上げられた。しかしながら、かつて、金融政策が護送船団方式だったこともあり、預金保険が発動することはバブル崩壊後まで無かった。その後破綻する金融機関が出始めてしばらくは救済合併して、合併先にペイオフコスト内の資金援助を行うことで結果的に全額保護されていたが、大型のペイオフコストを越える金融破綻が続発し金融危機に陥り、金融システムの崩壊を防ぐため、1996年（平成8年）に付保預金の全額保護措置（俗に言う“ペイオフ凍結”）を行った。
2002年（平成14年）4月1日以降は、1金融機関につき1預金者あたり元本1,000万円までとその利息の預金債権が預金保険法による保護の対象となった。当該金額を超える預金債権は破産や民事再生手続などの法的処理手続きにおいて定まる債権者配当率により配当されるが、債権が減殺されることがある。なおこの改正により決済制度の信用維持を図るため（1）無利息 （2）要求払い （3）決済サービスの提供という3要件を満たす当座預金、決済用普通預金などの預金を「決済用預金」とし、これについては恒久措置として全額が預金保険法により保護される事となった。ただし、2005年（平成17年）3月までは利子のつく普通預金も決済用預金と見なされていたため、定期預金はペイオフ対象、普通預金はペイオフ対象外となっていた。そこで、2005年（平成17年）4月1日をペイオフ本格解禁と呼ぶことがある。2003年（平成15年）12月に足利銀行の破綻時は、前年の2002年（平成14年）から定期預金ペイオフ凍結解除されていたが、金融システムへの影響を懸念して公的資金投入による国有化で定期預金を全額保護してペイオフを回避した。結局預金保険機構設立以来、2002年（平成14年）の定期預金ペイオフ凍結解除や2005年（平成17年）のペイオフ本格解禁を経て2010年（平成22年）まで付保預金が全額保護されない事例は無かった。
預金保険の対象は銀行法による銀行（信託銀行を含む）、長期信用銀行、信用金庫、信金中央金庫、信用組合、全国信用協同組合連合会、労働金庫、労働金庫連合会、株式会社商工組合中央金庫の日本国内本支店に開設された日本円預金債権に限られる。これらの金融機関で開設された外貨預金、投資信託などは、預金保険の対象外である（ただし、投資信託等は販売会社たる銀行が破綻しても、単なる窓口であるので破産財団には入らず、その信託されている信託銀行が破綻しても信託法により銀行本体の財産とは分別管理されているので銀行の破綻の影響そのものは受けない。銀行が破綻するような経済状態で投資信託の評価額が無事かどうかは別の話である）。さらに、日本国内に本店を有しない外国銀行の支店や日本国内に本店のある金融機関の海外支店も預金保険の対象外である（破綻時は、法的処理手続きにおいて定まる債権者配当率により債権が減殺されることがある）。
なお、農業協同組合や漁業協同組合については別の制度である「農水産業協同組合貯金保険制度」で保護されている。かつて日本郵政公社及びその前身官庁が行っていた事業で郵便為替を除く郵便貯金と郵便振替については預金保険ではなく、政府保証により保護されていた。郵政民営化後は預金保険機構により保護されることとなった。郵政民営化までに日本郵政公社に預け入れられた定額郵便貯金等については独立行政法人郵便貯金簡易生命保険管理・郵便局ネットワーク支援機構（郵政管理・支援機構）において管理され、政府による支払保証が継続される。

### 上限の根拠
全額保護の上限であるところの「1,000万円」の根拠は、かつての郵便貯金における預け入れ上限である。官民格差の是正を図る観点から、政府により全額保護されていた郵便貯金並みの保証を民間金融にも適用すべきだという声を受けて、額が決められたいきさつがある。
このため、民主党政権が郵政民営化見直しの過程で、郵便貯金事業を事実上継いだゆうちょ銀行の預け入れ限度額を引き上げようとした際には、民間側は反発し、寧ろ上限を引き下げるべきだとの主張を展開した。しかし、第22回参議院議員通常選挙実施による国会日程の都合により、法案の審議は振り出しに戻っている。

## 預金保険の問題点
このようにして実施されたペイオフであるが、問題点も指摘できる。

### 預金債権
預金保険法では預金口座や預金と呼称せず、預金債権と定義されている。これは普通預金口座や定期預金口座のように取引の有無や通帳の有無などに留まらず、その金融機関に預金者が預金業務等で生じた債権全部を指して呼称するものである。その金融機関と取引していない、口座を持っていないなどは関係なく、法律上債権債務関係が生じているか否かで判断される。そのため、住宅金融支援機構などから貸付金や納税などの振込や振替のために一時的に普通預金口座に残高として増えた分や納税貯蓄組合関係、スクラム預金、財形貯蓄などの預金債権分などで1つの金融機関にある全ての預金債権総額が1000万円を超えることは大いにありえることである。

### 預金者の定義
預金保険で預金者とは、自然人又は法人並びに権利能力なき社団・財団である。

### 権利能力なき社団・財団
「権利能力なき社団・財団」については、預金保険法や同法以外に法令で明確な定義が存在していない。このことについて預金保険機構は次のような要件を満たす場合に限定されているとの見解を示しているが、この見解にすら法的根拠は存在しておらず事実上、権利能力なき社団・財団ではないと破綻金融機関又は預金保険機構が認定されてしまった場合は裁判上で争わざるを得ない状況となっている。
1. 団体としての組織を備え団体の意思は構成員の多数をもって決し、構成員の変更にかかわらず団体が存続しその組織において代表の方法、総会の運営、財産の管理等団体としての主要な点が確定していること。
2. 権利能力なき社団の資産は構成員に総有的に帰属し、その構成員は当然に共有持分権、分割請求権を有するものではないこと。
3. 権利能力なき財団については個人財産から分離独立した基本財産を有し、かつその運営のための組織を有していること。
4. 明文の規約が存在していること。例外的に明文の規約が存在しない場合であっても、団体の主要な点に関して慣行がありその慣行が不文の規約として確立している場合にも「権利能力なき社団・財団」に該当する団体と認められる場合がある。

また、該当の当否は当該団体と取引を行っていた破綻金融機関が個別に判断して決めるので該当しない団体等については任意団体とされ、すべて自然人の代表者や構成員の預金債権とされる。その預金債権は代表者や構成員の各自に持っている預金債権と名寄せ（合算）され、全額保護の対象範囲が変動する。もし団体の預金債権がその代表者の所属とされた場合、例えば代表者自身（個人的）に10万円の預金債権があり団体に991万円の預金債権があれば、名寄せにより代表者自身の預金債権1,001万円とされ全額保護とならない。また構成員に按分された結果、同様となる場合もある。
権利能力なき社団・財団の支部・分会・研究所などの名義でなされている場合には、すべてを本部支部その他の機関や組織体を合算して計算される。ただし、これらの会計や運営が本部と独立しているような場合（名板貸、フランチャイズなど）にはそれぞれ別に計算される場合がある。
これらの預金債権については預金保険機構は破綻時に規約や構成員名簿の提出を想定しているが、やむをえない理由で提出できなかったものも含め提出できないものについては架空名義又は他人名義の預金債権として処理される可能性がある。

## ペイオフの発動
2010年（平成22年）9月10日、日本振興銀行が経営破綻した。これにより、初のペイオフが発動した。

## 外部サイト
- 預金保険制度の解説 : 預金保険機構 （日本語）
- 金融庁 公式ウェブサイト （日本語）
- 「ペイオフ（預金保護）や貯蓄に関する資料」（香川県立図書館） - レファレンス協同データベース